# Eduardo Benedito Ottoni

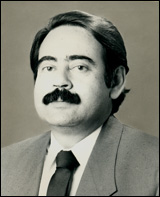
Eduardo Benedicto Ottoni

Eduardo Benedicto Ottoni (Sete Lagoas, 28 de dezembro de 1945) é um advogado e político brasileiro do estado de Minas Gerais.
Eduardo Ottoni foi vereador nos anos 1970, presidente da Câmara dos Vereadores de Varginha em 1975, e prefeito municipal de Varginha, no sul de Minas, entre 1977 a 1982 pela ARENA, Aliança Renovadora Nacional. Foi também deputado estadual constituinte de Minas Gerais na 11ª legislatura (1987-1991), eleito deputado constituinte pelo PL, partido do qual foi líder .
.

Eduardo Ottoni foi fundador e presidente da Associação de Municípios da Região do Baixo Sapucaí (Ambasp). Foi também fundador da Faculdade de Ciências Contábeis de Varginha e membro do Conselho Fiscal da Emater. Atuou como relator adjunto do projeto da Constituição do Estado de Minas Gerais. 
Em dezembro de 2023, o ex-prefeito e ex-deputado constituinte recebeu uma homenagem da Assembleia Legislativa de Minas Gerais, em comemoração aos  200 anos de Parlamento.